# Castle Haven (Borgue)

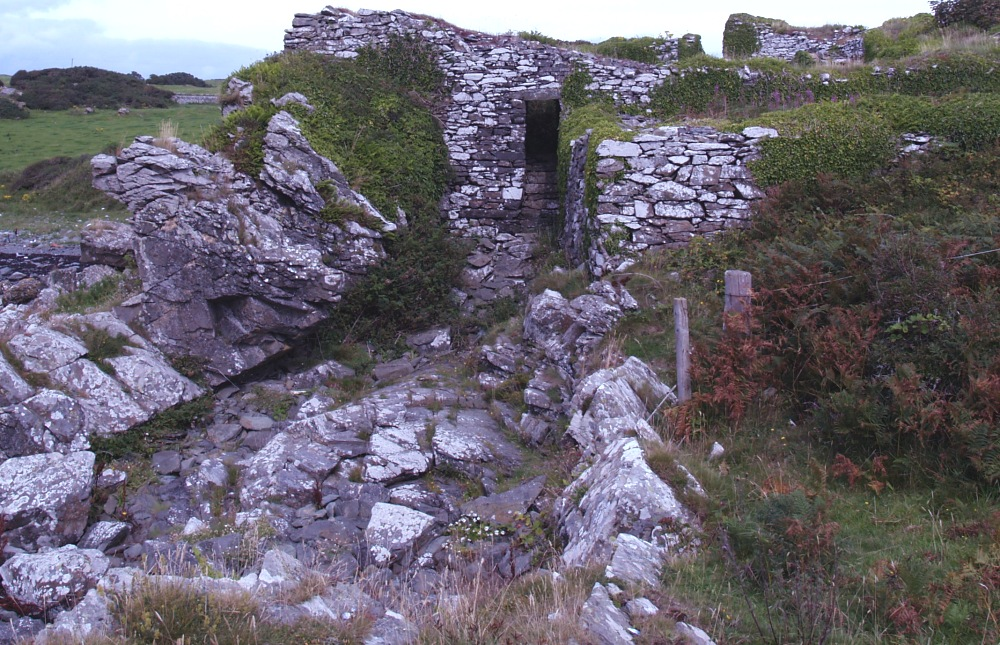
Zugang zur Anlage

Castle Haven ist ein gut erhaltenes, bzw. restauriertes D-förmiges Dun (im Schottisch-Gälischen Dùn). Dun bezeichnet einen zumeist runden, kleinen von einer Mauer umfriedeten eisenzeitlichen, Bereich, nach Art einer Befestigung. Die Anlage wurde 1995 in die Liste der Scheduled Monuments übernommen und steht somit unter Denkmalschutz.

## Lage
Castle Haven liegt an der Nordküste der Wigtown Bay in Dumfries and Galloway in Schottland, zwischen den Weilern Corseyard und Kirkandrews, in der Community Council Area Borgue. Größere Ortschaften in der Nähe sind Gatehouse of Fleet, etwa acht Kilometer im Norden sowie Kirkcudbright, neun Kilometer im Nordosten.

## Bauform

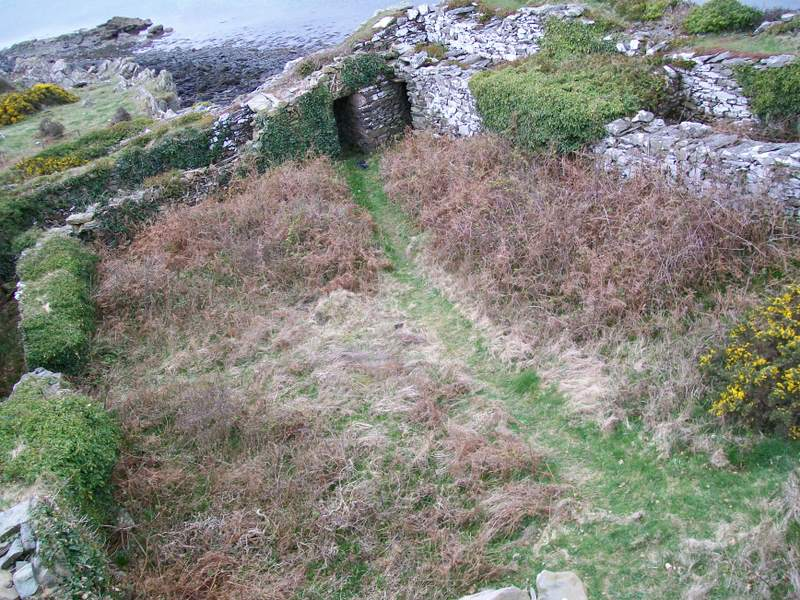
Ungewöhnliche rechteckige Bauform

Die etwas abnorme Form – ansonsten sind Duns rund oder oval – kommt im Nordwesten Schottlands häufiger vor als im Südwesten, wo Barsalloch Fort, enger benachbart, und Dun Kildonan (bei Campbeltown) auf der Halbinsel Kintyre weitere D-förmige Pendants bilden. Die an Steilküsten oder an Geländestufen im Hinterland platzierten Anlagen haben eine halbkreisförmige Umwallung nach Art der Inland-Promontory Forts.
Das innen nur etwa 10,5 m × 18 m große Dun Castle Haven liegt mit seiner nahezu geraden Westmauer entlang der Klippe und hat seinen Hauptzugang im Bogensegment des Nordendes. Ein kleinerer Zugang am Südende führt abwärts, an den Strand. Das Fort ist heute bewachsen und fügt sich kaum erkennbar in die Landschaft. Eine Eigenheit, die dieses kleine Dun mit Anlagen in Westschottland verbindet, und dort vor allem Brochs auszeichnet, ist der beinahe total umlaufende hohle Wandaufbau. Drei unterschiedlich lange Galerien liegen innerhalb der knapp vier Meter dicken Wand. Sechs Zugänge führen in die Galerien. Platten, die als Stufen verlegt sind, führen auf die Mauerkrone. Um das Dun herum gibt eine nahezu konzentrische äußere Mauer, deren Entstehungszeit ungesichert ist.

## Funde
Die Artefakte die während der Restaurierung gefunden wurden – zwei spiralförmige Fingerringe aus Bronze und eine blau-weiße Glasperle – verweisen darauf, dass seine Nutzer relativ wohlhabend waren. Es fanden sich auch Bruchstücke einer emaillierten mittelalterlichen Brosche. Es ist darauf hingewiesen worden, dass das Dun im 14. Jahrhundert als Unterschlupf des Balliol Clans verwendet worden sein könnte.